# Live! The Farewell Tour
Live! The Farewell Tour —en español: En vivo! la gira de despedida— es el primer y único álbum en vivo de la artista estadounidense Cher. Fue grabado el 8 de noviembre de 2002 en el American Airlines Arena de Miami, Florida, en un concierto perteneciente a su gira Living Proof: The Farewell Tour.

## Información del álbum
El álbum fue lanzado el 26 de agosto de 2003 en Canadá y Estados Unidos y el 24 de agosto de 2004 en Francia y Reino Unido. Fue publicado en edición limitada y solo se imprimieron 200 000 copias. También, hizo parte de la edición especial de The Very Best of Cher, la cual reunía los dos álbumes. La versión en DVD fue publicada bajo el nombre de Cher: The Farewell Tour.

## Lista de canciones
| N.º | Título                                       | Escritor(es)                                                               | Duración |  |
| 1.  | «I Still Haven't Found What I'm Looking For» | Adam Clayton, The Edge, Bono, Larry Mullen, Jr.                            | 4:35     |  |
| 2.  | «Song for the Lonely»                        | Mark Taylor, Paul Barry, Steve Torch                                       | 6:47     |  |
| 3.  | «All or Nothing»                             | Taylor, Barry                                                              | 3:58     |  |
| 4.  | «I Found Someone»                            | Mark Mangold, Michael Bolton                                               | 3:36     |  |
| 5.  | «Bang Bang (My Baby Shot Me Down)»           | Sonny Bono                                                                 | 3:41     |  |
| 6.  | «All I Really Want to Do»                    | Bob Dylan                                                                  | 2:01     |  |
| 7.  | «Half-Breed»                                 | Al Capps, Mary Dean                                                        | 1:34     |  |
| 8.  | «Gypsys, Tramps & Thieves»                   | Bob Stone                                                                  | 1:31     |  |
| 9.  | «Dark Lady»                                  | Johnny Durrell                                                             | 1:13     |  |
| 10. | «Take Me Home»                               | Bob Esty, Michele Aller                                                    | 3:48     |  |
| 11. | «The Way of Love»                            | Jacques Dieval, Al Stillman                                                | 2:34     |  |
| 12. | «After All»                                  | Dean Pitchford, Tom Snow                                                   | 3:54     |  |
| 13. | «Just Like Jesse James»                      | Desmond Child, Diane Warren                                                | 5:39     |  |
| 14. | «Heart of Stone»                             | Andy Hill, Peter Sinfield                                                  | 4:09     |  |
| 15. | «The Shoop Shoop Song (It's in His Kiss)»    | Rudy Clark                                                                 | 2:30     |  |
| 16. | «Strong Enough»                              | Taylor, Barry                                                              | 3:01     |  |
| 17. | «If I Could Turn Back Time»                  | Warren                                                                     | 6:17     |  |
| 18. | «Believe»                                    | Brian Higgins, Stuart McLennen, Barry, Torch, Matthew Gray, Timothy Powell | 6:49     |  |

## Posicionamiento en listas

### Semanales
| Austria           | —Lista austriaca desconocida— | 69 |
| Australia         | ARIA Albums Chart             | 43 |
| Bélgica (Flandes) | Ultratop 50 Albums            | 82 |
| Estados Unidos    | Billboard 200                 | 40 |
| Suiza             | Swiss Music Charts            | 29 |

## Historial de lanzamiento
| País           | Fecha                | Discográfica         | Formato | Catálogo   |
| -------------- | -------------------- | -------------------- | ------- | ---------- |
| Estados Unidos | 26 de agosto de 2003 | Warner Bros. Records | CD      |            |
| Canadá         | 26 de agosto de 2003 | Warner Bros. Records | CD      |            |
| Alemania       | 1 de agosto de 2004  | WEA                  | CD      |            |
| Reino Unido    | 24 de agosto de 2004 | WEA                  | CD      | 8122739532 |
| Francia        | 24 de agosto de 2004 | WEA                  | CD      |            |

## Producción
- Producción ejecutiva: Cher, Roger Davis y Lindsay Scott
- Edición musical: John Van Nest
- Grabación: Paul Sandweiss y Dave Zeller
- Masterización: Dan Hersch y Bill Inglot
- Dirección de arte: Jeri Heiden y Hugh Brown
- Diseño: Jeri Heiden y Sara Cumings
- Fotografía en directo: Frank Micelotta, David Leyes y Barry King
- Dirección de producción: Mike Engstrom
- Asistencia de proyecto: David McLees, Steve Woolard, Maria McKenna y Reggie Collins